# Hohenbocka
Hohenbocka là một đô thị thuộc huyện Oberspreewald-Lausitz, bang Brandenburg, Đức.